# Karin Parrow
Karin Parrow, född Taube den 4 mars 1900 på Vinga, Styrsö församling, Göteborgs och Bohus län, död den 4 januari 1984 i Göteborgs Carl Johans församling, Göteborg, var en svensk målare. Hon var en av göteborgskoloristerna. 

## Biografi
Karin Parrow, som var dotter till fyrmästaren Carl Gunnar Taube och Julia Sofia Jacobsdotter, växte upp i en syskonskara på 13 barn; hon var yngre syster till Märta Taube-Ivarsson och Evert Taube. Hon utbildade sig för Tor Bjurström vid Valands konsthögskola 1926–1929 och vid Académie de la Grande Chaumière i Paris 1929, där hon gifte sig med sjökaptenen Torsten Parrow. 
Karin Parrow målade framför allt landskap, stilleben och porträtt. Hon var en av få kvinnor bland Göteborgskoloristerna. Hon deltog i ett flertal större utställningar och är bland annat representerad vid Moderna museet, Göteborgs konstmuseum, Borås konstmuseum, Bohusläns museum, Länsmuseet Gävleborg, Hallands kulturhistoriska museum, Göteborgs stadsmuseum och Vänermuseet.
Karin Parrow är begravd på Östra kyrkogården i Göteborg.